# Kjell Forssmark
Kjell Forssmark, född 30 oktober 1937 i Sandviken, död 9 juli 2016 i Hudiksvall, var en svensk officer i Armén.

## Biografi
År 1962 inledde Forssmark sin militära karriär som fänrik i Armén vid Norrlands artilleriregemente. År 1964 befordrades han till löjtnant, år 1970 till kapten, år 1973 till major, år 1979 till överstelöjtnant och 1988 till överste. Åren 1973–1977 tjänstgjorde Forssmark som lärare vid Militärhögskolan. Åren 1977–1979 var han avdelningschef och lärare vid Artilleriets stridsskola. Åren 1979–1982 tjänstgjorde Forssmark som kompanichef vid Norrlands artilleriregemente. Åren 1982–1983 tjänstgjorde han som bataljonschef vid Svea artilleriregemente. Åren 1983–1984 tjänstgjorde Forssmark som lärare vid Militärhögskolan. Åren 1984–1987 var han chef för artilleridetaljen vid Arméstaben. Åren 1987–1990 var Forssmark stabschef för Rikshemvärnsstaben. Åren 1990–1992 var han chef för Hemvärnets stridsskola. Åren 1992–1994 var Forssmark chef för Bergslagens artilleriregemente. År 1994 gick han i pension och lämnade Försvarsmakten. Forssmark är begraven på Rogsta kyrkogård.